# مونيومنت ريكوردز
مونيومنت ريكوردز هي علامة تسجيل أمريكية كان مقرها في واشنطن العاصمة وانتقلت لاحقا إلى ناشفيل. شملت إصدارات مونيومنت مجموعة متنوعة من الأصناف الموسيقية، بما في ذلك الروك آند رول والكانتري والجاز والبلوز.
أحيت شركة سوني ميوزيك علامة مونيومنت في عام 2017 في مشروع مشترك مع المدير جيسون أوين ومؤلف الأغاني شين ماكانالي، وكلاهما أصبح رئيسًا مشاركًا.

## التاريخ
تأسست الشركة في عام 1958 على يد فرد فوستر، وبادي دين (والذي كان مذيع أغاني بارز في بالتيمور)، ومدير الأعمال جاك كيربي، وسميت على نصب واشنطن التذكاري. كانت أول علامة تجارية يتم توزيعها بواسطة شركة لندن ريكوردز.
حققت الشركة نجاحا فوريا بأول إصدار لها (أكتوبر 1958)، حيث وصلت أغنية "Gotta Travel On" للمغني بيلي غرامر للمركز الخامس على قائمة بيلبورد لأغاني البوب وبيع منها أكثر من 900,000 نسخة. كما حققت المزيد من النجاح بعد توقعيها مع مغني الروك روي أوربيسون، والذي ترك شركة صن ريكوردز، بدءًا من إصدار أغنية "Only the Lonely" عام 1960. كما أصدرت المقطوعة الكوميدية الشهيرة «ياكيتي ساكس» لعازف الساكسفون بوتس راندولف.
في عام 1962، أصدرت الشركة أغنيتي "Too Many Chicks" و "Jealous Heart" للمغنية ليونا دوغلاس، وهو أول تسجيل كانتري لامرأة سوداء.
غادر بادي دين الشركة، واشترى إذاعة KOTN في أركنساس في أوائل الستينيات، حيث تقاعد هناك. انتقل فوستر وكيربي إلى ضاحية هندرسونفيل في ناشفيل.
في عام 1971، وقع فوستر اتفاقية توزيع عالمية مع سي بي إس ريكوردز. استمرت الاتفاقية حتى عام 1976. ثم حول فوستر التوزيع إلى شركة بوليغرام حتى عام 1982، ثم تولت شركة سي بي إس التوزيع مرة أخرى حتى عام 1990.
أسس فوستر علامة تسجيل فرعية لموسيقى السول والبلوز واسمها ساوند ستيج 7 في عام 1963. ومن أبرز الفنانين في هذه العلامة جو سيمون، ديكسي بيلز، آرثر ألكساندر، آيفوري جو هانتر. كما تضمنت مويومنت علامة فرعية أخرى هي رايزينغ سونز.
استثمر فوستر بكثافة في القطاع المصرفي في الثمانينيات، وهو ما ألحق به خسائر مالية ثقيلة. أدى هذا لإجباره على بيع شركة مونيومنت ونظيرتها للنشر، كومباين ميوزيك، في عام 1990. حصلت شركة سي بي إس على مجموعة إصدارات مونيومنت، وأعادت الشركة التي خلفتها، سوني ميوزيك، تنشيط العلامة في عام 1997 لتسجيل موسيقى الكانتري. بعض الفنانين الناجحين الذين وقعوا مع العلامة هذه الحقبة كانوا ليتل بيغ تاون وديكسى تشيكس. تتم إدارة مجموعة الإصدارات بواسطة وحدة تسجيلات الموسيقى في سوني ميوزيك.

## إعادة التأسيس
في يناير 2017، أعلنت سوني ميوزيك أنها أحيت علامة مونيومنت في مشروع مشترك مع الرئيس التنفيذي لشركة ساندبوكس إنترتينمنت والمدير جيسون أوين والمنتج شاني ماكانالي. حيث سيكون أوين وماكانالي رئيسين مشاركين، ووقعا مع الفنانين كيتلين سميث وووكر هايز.

## وصلات خارجية
- الموقع الرسمي
- Bsnpubs.com
- Discography for Monument Records